# Dilophus orbatus
Dilophus orbatus är en tvåvingeart som först beskrevs av Thomas Say 1823.  Dilophus orbatus ingår i släktet Dilophus och familjen hårmyggor. Inga underarter finns listade i Catalogue of Life.